# Jiuchi
 (avril 2019).
Si vous disposez d'ouvrages ou d'articles de référence ou si vous connaissez des sites web de qualité traitant du thème abordé ici, merci de compléter l'article en donnant les références utiles à sa vérifiabilité et en les liant à la section « Notes et références ».
Jiuchi (地打ち), communément appelé ji, est le rythme sous-jacent de la musique traditionnelle, au Japon. Dans certaines régions, on parle de « petite frappe », de « petite pierre (abeille) », « petit bye ». Ce tempo est fondamental dans les rythmes martelés par les tambours kakko, notamment le shime-daiko, utilisés dans des ensembles de taiko. Jiuchi est repris dans divers ensembles de musique japonaise du nagauta, de hayashi, et du taiko. Une place lui est également accordée dans la musique folklorique et dans les ensembles de min'yō. Le kakko est un instrument dérivé du jiegu chinois, un tambour qui fut populaire en Chine durant la dynastie Tang, tout comme le galgo coréen.

## Jeu
Le jiuchi est la norme indispensable des tambours frappés lors de l'accompagnement des chants. Cette pratique est courante dans la région de Hokuriku, dans l'île de Hachijō-jima, appelé également Mihara-yama (三原山), et dans l'archipel Daitō. Le[Quoi ?] occupe effectivement un rôle fondamental dans l'interprétation du chant, et c'est le ji qui lui donne la cadence et le rythme, comme le ferait un métronome. Ce tempo est imposé aux autres instruments de l'orchestre et la virtuosité des chanteurs réside dans leurs capacités à accorder leur voix conformément l'ensemble musical. C'est la raison pour laquelle le ji est un élément essentiel dans l'interprétation du taiko, principal facteur déterminant l'art de frapper le tambour. Le mot taiko (太鼓) qui veut dire « tambour » en japonais vient du chinois : 太鼓 ; pinyin : tàigǔ ; litt. « tambour le plus grand ». Le taiko est joué de préférence avec le petit tambour shime-daiko qu'avec le grand ōdaiko.

## Utilisation
Dans la tradition populaire, il consiste en un rythme simple et uniforme, chanté en utilisant le kuchi shoka comme do ko do ko, également connu sous le nom de kuchi showa. Ceci est souvent appelé straight ji pour être différencié des autres modèles de ji, c'est une notation musicale éducative pour les tambours japonais traditionnels, en particulier le taiko et le tsuzumi. Une variante consiste à faire suivre le dongo du ji après le kuchi shoka (chanté comme don go don go go). Généralement, la première note de chaque paire est deux fois plus longue que la seconde, ce qui donne à la mélodie une impression de triolet. En anglais, le dongo est plus souvent simplement nommé swing ji en égard à l’histoire du rythme swing dans le jazz nord-américain. Les autres types de ji courants incluent le ji (don dogo don dogo ; dans les partitions occidentales du tambour : « 1. & 12. & a3. & A4. & A ») et le matsuri, ou festival, ji (don doko don don).